# Ракета на Місяць
«Ракета на Місяць» (англ. Missile to the Moon) — американський фантастичний фільм 1958 року. Ремейк стрічки 1953 року «Жінки-кішки з Місяця» (Cat-Women of the Moon). Остання роль на широкому екрані Кеті Даунс.

## Сюжет
Двоє втікачів в'язнів, Гері і Лон ховаються на борту космічного корабля. Їх там знаходить вчений Дірк Грін і змушує летіти з ним на Місяць. Також на кораблі знаходиться товариш Дірка Стів Дейтон і його наречена Джун.
Незабаром Дірк гине під час проходження через метеорний рой, а корабель з іншим екіпажем приземляється на Місяць. Там земляни виявляють підземне місто, населене ледь одягненими жінками, гігантськими павуками та іншими чудовиськами.

## У ролях
- Річард Тревіс — Стів Дейтон
- Кеті Даунс — Джун Секстон
- Кей. Ті. Стівенс — Лідо
- Гері Кларк — Лон
- Леслі Перріш — Зема
- Чі Робертс — шериф Крамер

## Цікаві факти
- Місячні пейзажі дуже нагадують Скелі Васкес неподалік від Лос-Анджелеса[1].
- У фільмі знялася Міс Німеччина 1952 року Рената Хой. Також в титрах була позначка «Міс Міннісота» навпроти імені Мері Форд, але її переплутали з її тезкою і жінкою що мала таке саме прізвище.
- Фільм насичений ляпами: видно мотузки, якими керуються гігантські павуки[2], чітко видно погану монтажну склейку комбінованих кадрів, шоломи астронавтів залишають незахищеною шию, на Місяці виявляються факели, там поширюються звукові хвилі, по небу пливуть хмари та інше[3] Втім, перші зображення з поверхні Місяця були передані на Землю через 8 років після прем'єри фільму, хоча про відсутність на Місяці атмосфери і хмар було відомо задовго до того.